# Sokol Marić
Sokol Marić d.o.o. prvo je privatno zaštitarsko društvo u RH, osnovano 1991. godine

## O društvu
Godinu dana poslije izbora 1990. Vjekoslav Šafranić osniva Sokol Šafranić. Redovno sudjeluje u radu Ceha zaštitara, no 1999. tvrtka je 24 milijuna kuna u dugu, te ju kupuje Zlatko Marić. Od 1999. i tadašnja 742 zaposlenika Sokol Marić došao je do sadašnjih 2.733 zaposlenika.
U Hrvatskoj koja ima 17.887 zaštitara s dopuštenjem za obavljanje poslova, 969 je čuvara te 835 zaštitara-tehničara, prema visini ukupnog prihoda (196 milijuna kuna u 2005.), Sokol Marić ima najveći udio na tržištu. Rast prihoda svake godine (veći od inflacije u Hrvatskoj - 2008. oko 340 milijuna kuna, 2007. oko 275 milijuna)) rezultira time da je Sokol Marić i dalje najveća i najuspješnija zaštitarska tvrtka u Hrvatskoj.

## Vanjske poveznice
- Službene internetske stranice  Arhivirana inačica izvorne stranice od 2. ožujka 2009. (Wayback Machine)